# Cantone di Rocheservière
Il Cantone di Rocheservière era una divisione amministrativa dell'arrondissement di La Roche-sur-Yon.
È stato soppresso a seguito della riforma complessiva dei cantoni del 2014, che è entrata in vigore con le elezioni dipartimentali del 2015.
Comprendeva i comuni di:
- L'Herbergement
- Mormaison
- Rocheservière
- Saint-André-Treize-Voies
- Saint-Philbert-de-Bouaine
- Saint-Sulpice-le-Verdon